# Grande Prêmio dos Estados Unidos
O Grande Prêmio dos Estados Unidos foi disputado pela primeira vez em 1908, e começou a fazer parte da Fórmula 1 em 1950. De 1950 a 1960, a corrida das 500 Milhas de Indianápolis fazia parte do calendário do Mundial de Fórmula 1, mas raramente eram disputadas por pilotos da categoria. Os vencedores dessas provas são dos Estados Unidos e considerados, portanto, vencedores na história da Fórmula 1:
- 1950 - Johnnie Parsons  -  equipe: Wynn's Kurtis
- 1951 - Lee Wallard  -  equipe: Belanger
- 1952 - Troy Ruttman  -  equipe: Agajanian
- 1953 - Bill Vukovich  -  equipe: Full Injection Spec.
- 1954 - Bill Vukovich  -  equipe: Full Injection Spec.
- 1955 - Bob Sweikert  -  equipe: John Zink Spec.
- 1956 - Pat Flaherty  -  equipe: Zink Spec.
- 1957 - Sam Hanks  -  equipe: Bolond Exhaust
- 1958 - Jimmy Bryan  -  equipe: Bolond
- 1959 - Rodger Ward  -  equipe: Leader Car
- 1960 - Jim Rathmann  -  equipe: Ken Paul

E também é importante ser registrado que os EUA não sediaram GPS de Fórmula 1 nos seguintes anos: 1992 a 1999, 2008 a 2011 e em 2020. A corrida voltou ao calendário da Fórmula 1 na temporada de 2012 em Austin, Texas. A prova foi disputada no dia 18 de novembro.

## Ciclos históricos e seus Grandes Prêmios

#### 500 Milhas de Indianápolis

Traçado da pista.

Nos primeiros anos da Fórmula 1, foi considerado que o concorrente 500 milhas de Indianápolis, feita no seu layout oval fazia parte do campeonato, durante uma década. No entanto, com a exceção de Alberto Ascari, em 1952, há participação regular dos pilotos de Fórmula 1 nesta competição.
Como parte nos Grand Prix, é disputado o Grande Prêmio dos Estados Unidos em 1908 e entre 1910 e 1916.

#### Sebring (1959)

Sebring International Raceway

Em 1959 foi o primeiro Grande Prêmio no Sebring International Raceway em dezembro de 1959, como a última corrida da temporada. A linha de largada era composta por sete pilotos dos Estados Unidos, mas o vencedor foi Bruce McLaren, um dos mais jovens piloto a vencer uma competição de Fórmula 1. McLaren assumiu a liderança da corrida na última volta de companheiros de equipe Jack Brabham, que tinham ficado sem combustível. Brabham teve de empurrar seu carro para a linha de chegada, alcançando assim o quarto lugar, além dos títulos de pilotos e construtores. Apesar do clima emocionante da competição, o evento não produziu ganhos esperados.

#### Riverside (1960)

Circuito de Riverside

A corrida foi trazida para  Riverside, Califórnia em 1960. Stirling Moss, em seu veículo particular alcançado a posição de corda e a vitória. Novamente, apesar da intensidade da competição, o evento foi seguido em breve pelo público.

#### Watkins Glen (1961-1980)

Circuito de Watkins Glen

Este ciclo histórico foi um sucesso em Watkins Glen, Nova Iorque, onde já havia público para automobilismo. Esta foi a sede da Fórmula 1 nos próximos 20 anos. Em 1973, o piloto François Cévert morreu em um choque terrível e Helmuth Koinigg faleceu num acidente em 1974 num guard-rail.

#### Dallas (1984)
A corrida em Las Vegas só foi feita duas vezes, e estabeleceram-se planos para criar um Grand Prêmio de Nova York para 1983, mas estes planos não poderiam ser realizados. Em 1984, a corrida de Long Beach deixou o calendário e organizou uma carreira em Dallas, Texas. Tendo sucesso, Detroit tornou-se a única prova em disputa, durante os próximos cinco anos, sob o nome de Grande Prêmio do Leste dos Estados Unidos, como um retorno como um Grande Prêmio, a ser realizada naquele país, em Detroit. Ficou também mais conhecido como o Grande Prêmio de Dallas, uma vez que nesta temporada, ele correu em Detroit e Dallas, mas para diferenciar o grande prêmio do leste com o tradicional Grande Prêmio americano, foi reconhecido historicamente como Grande Prêmio de Dallas.

#### Phoenix (1989-1991)

Circuito de rua de Phoenix com a versão da edição de 1991

Há três anos, o Grande Prêmio foi realizado em Phoenix com muito pouco apoio e finalmente foi removido em 1991. Sob o calor sufocante do Arizona, Ayrton Senna levou a pole position na edição de 1989, mas teve que retirar a última metade da corrida devido a uma falha eletrônica, deixando seu companheiro de equipa Alain Prost quem levaria a vitória em melhor posição. Recuperou a derrota do ano anterior, Ayrton Senna ganharia nas próximas duas edições de 1990 e 1991.

#### Indianápolis (2000-2007)

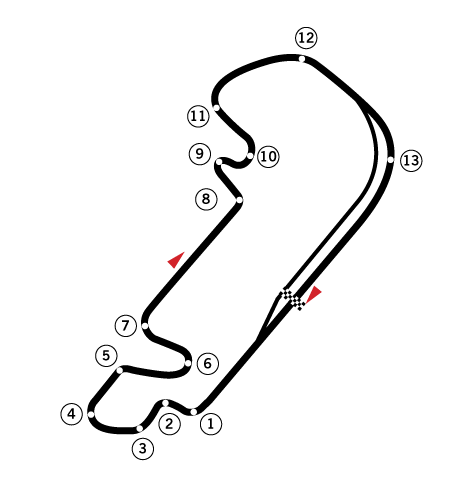
Indianapolis Motor Speedway

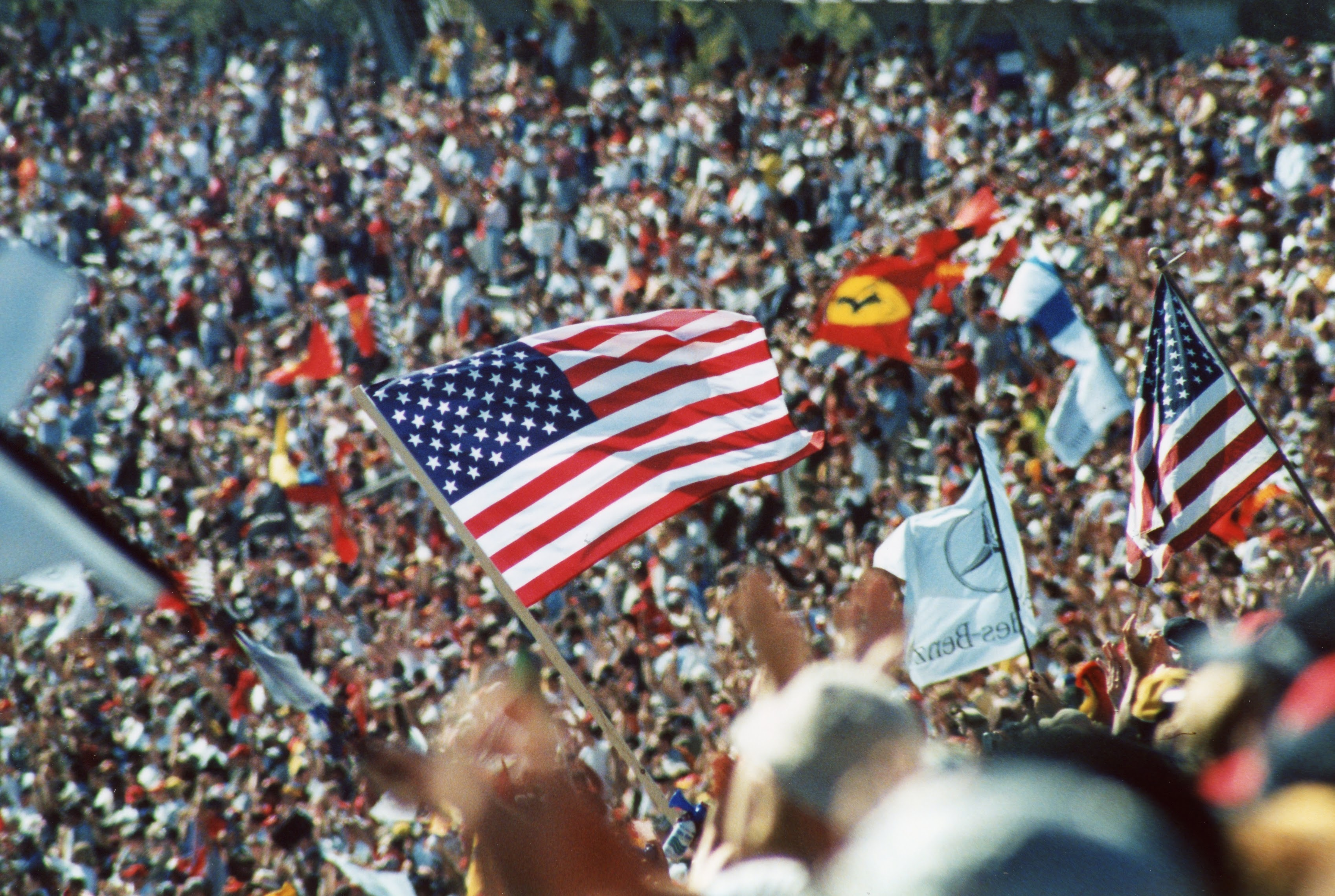
O público para o Grande Prêmio dos Estados Unidos em Indianápolis excedeu as 200 000 pessoas.

Em 2000, um plano ambicioso de Bernie Ecclestone trouxe de volta o Grande Prêmio dos Estados Unidos no lendário Indianapolis Motor Speedway. Desta vez, o circuito de Fórmula 1 usava o traçado misto, com uma linha reta e uma curva do oval usado na IndyCar, circulando no sentido dos ponteiros do relógio. Para o Grande Prêmio dos Estados Unidos de 2000 participou cerca de 225 000 espectadores, que é provavelmente o maior número para uma corrida de Fórmula 1. Vitória de Michael Schumacher foi a segunda de quatro vitórias consecutivas com o qual fechou o campeonato daquele ano, aproveitando-se de Mika Häkkinen que ele estava procurando seu terceiro campeonato. Em 2001, a corrida foi realizada a menos de três semanas após o 11 de setembro de 2001, e muitas equipes e pilotos prestou uma homenagem especial aos Estados Unidos em seus carros e capacetes.
Tendo realizado os primeiros quatro anos em setembro, o Grande Prêmio dos Estados Unidos mudou-se no início do verão em 2004. Em 2005 problemas técnicos levados a 7 equipes para retirar-se da corrida depois da volta de formação. Apenas 6 carros (que usou pneus Bridgestone) competiram no que foi considerado por quem assistiu uma farsa. O público mostrou sua raiva jogando objetos na pista e muitos comentaristas questionaram se o evento continuaria sendo celebrado, todavia o Grande Prêmio dos Estados Unidos em Indianápolis continuou, com corridas em 2006 e 2007, com vitórias do Michael Schumacher e Lewis Hamilton, respectivamente. Depois disso, o contrato da Fórmula 1 com o circuito de Indianápolis não foi renovado e categoria nunca mais voltou para Indianápolis desde então.

#### Austin (2012-presente)

Circuito das Américas (Austin, Texas)

Em 25 de maio de 2010, a Federação Internacional do Automóvel anunciou um acordo entre os organizadores e proprietários da Fórmula 1, então voltou para competir para o grande prêmio dos Estados Unidos, e concordou com a criação de um novo circuito chamado "circuito de Fórmula 1 Austin" (Texas). Em 7 de dezembro de 2011, publicou-se o calendário definitivo para a temporada de 2012 da Fórmula 1, com o circuito das Américas para 18 de novembro. Os organizadores da corrida chegaram a um novo acordo com Bernie Ecclestone e relatou o trabalho na pista, que foi retomada imediatamente. Como parte do acordo, os organizadores pagaram parte da pena para a corrida de 2012 um ano de antecedência, como sinal de boa fé. Em 25 de maio de 2010, a FIA anunciou um acordo entre os organizadores e proprietários da Fórmula 1, então voltei para competir para o grande prêmio dos Estados Unidos, e concordou com a criação de um novo circuito chamado "circuito de Fórmula 1 Austin" (Texas). Em 7 de dezembro de 2011, o Conselho Mundial de Automobilismo publicou o calendário definitivo para a temporada de 2012 da Fórmula 1, com o Circuito das Américas para 18 de novembro. Os organizadores da corrida chegaram a um novo acordo com  Ecclestone e relatou o trabalho na pista, que foi retomada imediatamente. Como parte do acordo, os organizadores pagaram parte da pena para a corrida de 2012 um ano de antecedência, como sinal de boa fé.

## Grande Prêmio dos Estados Unidos
O fundo rosa indica que a prova não fez parte do Mundial de Fórmula 1.

### Vencedores por ano
| Ano                             | Piloto                                  | Construtor                              | Local                                   | Resumo                                  |                                         |
| ------------------------------- | --------------------------------------- | --------------------------------------- | --------------------------------------- | --------------------------------------- | --------------------------------------- |
| 1908                            | Louis Wagner                            | Fiat                                    | Savannah                                | Detalhes                                |                                         |
| Não realizado em 1909           |                                         |                                         |                                         |                                         |                                         |
| 1910                            | David Bruce-Brown                       | Mercedes-Benz                           | Savannah                                | Detalhes                                |                                         |
| 1911                            | David Bruce-Brown                       | Fiat                                    | Savannah                                | Detalhes                                |                                         |
| 1912                            | Caleb Bragg                             | Fiat                                    | Milwaukee                               | Detalhes                                |                                         |
| Não realizado em 1913           |                                         |                                         |                                         |                                         |                                         |
| 1914                            | Eddie Pullen                            | Mercer                                  | Santa Monica                            | Detalhes                                |                                         |
| 1915                            | Dario Resta                             | Peugeot                                 | San Francisco                           | Detalhes                                |                                         |
| 1916                            | Howdy Wilcox Johnny Aitken              | Peugeot                                 | Santa Monica                            | Detalhes                                |                                         |
| Não realizado entre 1917 e 1957 |                                         |                                         |                                         |                                         |                                         |
| 1958                            | Chuck Daigh                             | Scarab-Chevrolet                        | Riverside                               | Detalhes                                |                                         |
| 1959                            | Bruce McLaren                           | Cooper-Climax                           | Sebring                                 | Detalhes                                |                                         |
| 1960                            | Stirling Moss                           | Team Lotus-Climax                       | Riverside                               | Detalhes                                |                                         |
| 1961                            | Innes Ireland                           | Team Lotus-Climax                       | Watkins Glen                            | Detalhes                                |                                         |
| 1962                            | Jim Clark                               | Team Lotus-Climax                       | Watkins Glen                            | Detalhes                                |                                         |
| 1963                            | Graham Hill                             | BRM                                     | Watkins Glen                            | Detalhes                                |                                         |
| 1964                            | Graham Hill                             | BRM                                     | Watkins Glen                            | Detalhes                                |                                         |
| 1965                            | Graham Hill                             | BRM                                     | Watkins Glen                            | Detalhes                                |                                         |
| 1966                            | Jim Clark                               | Team Lotus-BRM                          | Watkins Glen                            | Detalhes                                |                                         |
| 1967                            | Jim Clark                               | Team Lotus-Ford                         | Watkins Glen                            | Detalhes                                |                                         |
| 1968                            | Jackie Stewart                          | Matra-Ford                              | Watkins Glen                            | Detalhes                                |                                         |
| 1969                            | Jochen Rindt                            | Team Lotus-Ford                         | Watkins Glen                            | Detalhes                                |                                         |
| 1970                            | Emerson Fittipaldi                      | Team Lotus-Ford                         | Watkins Glen                            | Detalhes                                |                                         |
| 1971                            | François Cevert                         | Tyrrell-Ford                            | Watkins Glen                            | Detalhes                                |                                         |
| 1972                            | Jackie Stewart                          | Tyrrell-Ford                            | Watkins Glen                            | Detalhes                                |                                         |
| 1973                            | Ronnie Peterson                         | Team Lotus-Ford                         | Watkins Glen                            | Detalhes                                |                                         |
| 1974                            | Carlos Reutemann                        | Brabham-Ford                            | Watkins Glen                            | Detalhes                                |                                         |
| 1975                            | Niki Lauda                              | Ferrari                                 | Watkins Glen                            | Detalhes                                |                                         |
| 1976                            | James Hunt                              | McLaren-Ford                            | Watkins Glen                            | Detalhes                                |                                         |
| 1977                            | James Hunt                              | McLaren-Ford                            | Watkins Glen                            | Detalhes                                |                                         |
| 1978                            | Carlos Reutemann                        | Ferrari                                 | Watkins Glen                            | Detalhes                                |                                         |
| 1979                            | Gilles Villeneuve                       | Ferrari                                 | Watkins Glen                            | Detalhes                                |                                         |
| 1980                            | Alan Jones                              | Williams-Ford                           | Watkins Glen                            | Detalhes                                |                                         |
| -                               | Fora do calendário entre 1981 e 1988    | Fora do calendário entre 1981 e 1988    | Fora do calendário entre 1981 e 1988    | Fora do calendário entre 1981 e 1988    | Fora do calendário entre 1981 e 1988    |
| 1989                            | Alain Prost                             | McLaren-Honda                           | Phoenix                                 | Detalhes                                |                                         |
| 1990                            | Ayrton Senna                            | McLaren-Honda                           | Phoenix                                 | Detalhes                                |                                         |
| 1991                            | Ayrton Senna                            | McLaren-Honda                           | Phoenix                                 | Detalhes                                |                                         |
| -                               | Fora do calendário entre 1992 e 1999    | Fora do calendário entre 1992 e 1999    | Fora do calendário entre 1992 e 1999    | Fora do calendário entre 1992 e 1999    | Fora do calendário entre 1992 e 1999    |
| 2000                            | Michael Schumacher                      | Ferrari                                 | Indianapolis                            | Detalhes                                |                                         |
| 2001                            | Mika Häkkinen                           | McLaren-Mercedes                        | Indianapolis                            | Detalhes                                |                                         |
| 2002                            | Rubens Barrichello                      | Ferrari                                 | Indianapolis                            | Detalhes                                |                                         |
| 2003                            | Michael Schumacher                      | Ferrari                                 | Indianapolis                            | Detalhes                                |                                         |
| 2004                            | Michael Schumacher                      | Ferrari                                 | Indianapolis                            | Detalhes                                |                                         |
| 2005                            | Michael Schumacher                      | Ferrari                                 | Indianapolis                            | Detalhes                                |                                         |
| 2006                            | Michael Schumacher                      | Ferrari                                 | Indianapolis                            | Detalhes                                |                                         |
| 2007                            | Lewis Hamilton                          | McLaren-Mercedes                        | Indianapolis                            | Detalhes                                |                                         |
| -                               | Fora do calendário entre 2008 e 2011    | Fora do calendário entre 2008 e 2011    | Fora do calendário entre 2008 e 2011    | Fora do calendário entre 2008 e 2011    | Fora do calendário entre 2008 e 2011    |
| 2012                            | Lewis Hamilton                          | McLaren-Mercedes                        | Austin                                  | Detalhes                                |                                         |
| 2013                            | Sebastian Vettel                        | Red Bull Racing-Renault                 | Austin                                  | Detalhes                                |                                         |
| 2014                            | Lewis Hamilton                          | Mercedes                                | Austin                                  | Detalhes                                |                                         |
| 2015                            | Lewis Hamilton                          | Mercedes                                | Austin                                  | Detalhes                                |                                         |
| 2016                            | Lewis Hamilton                          | Mercedes                                | Austin                                  | Detalhes                                |                                         |
| 2017                            | Lewis Hamilton                          | Mercedes                                | Austin                                  | Detalhes                                |                                         |
| 2018                            | Kimi Räikkönen                          | Ferrari                                 | Austin                                  | Detalhes                                |                                         |
| 2019                            | Valtteri Bottas                         | Mercedes                                | Austin                                  | Detalhes                                |                                         |
| 2020                            | Cancelado devido à Pandemia de COVID-19 | Cancelado devido à Pandemia de COVID-19 | Cancelado devido à Pandemia de COVID-19 | Cancelado devido à Pandemia de COVID-19 | Cancelado devido à Pandemia de COVID-19 |
| 2021                            | Max Verstappen                          | Red Bull Racing-Honda                   | Austin                                  | Detalhes                                |                                         |
| 2022                            | Max Verstappen                          | Red Bull Racing-RBPT                    | Austin                                  | Detalhes                                |                                         |
| 2023                            | Max Verstappen                          | Red Bull Racing-Honda RBPT              | Austin                                  | Detalhes                                |                                         |
| 2024                            | Charles Leclerc                         | Ferrari                                 | Austin                                  | Detalhes                                |                                         |
| Fontes:                         |                                         |                                         |                                         |                                         |                                         |

### Vitórias por piloto
| Total   | Piloto             | Vitórias                           |
| ------- | ------------------ | ---------------------------------- |
| 6       | Lewis Hamilton     | 2007, 2012, 2014, 2015, 2016, 2017 |
| 5       | Michael Schumacher | 2000, 2003, 2004, 2005, 2006       |
| 3       | Graham Hill        | 1963, 1964, 1965                   |
| 3       | Jim Clark          | 1962, 1966, 1967                   |
| 3       | Max Verstappen     | 2021, 2022, 2023                   |
| 2       | David Bruce-Brown  | 1910, 1911                         |
| 2       | Jackie Stewart     | 1968, 1972                         |
| 2       | Carlos Reutemann   | 1974, 1978                         |
| 2       | James Hunt         | 1976, 1977                         |
| 2       | Ayrton Senna       | 1990, 1991                         |
| 1       | Louis Wagner       | 1908                               |
| 1       | Caleb Bragg        | 1912                               |
| 1       | Eddie Pullen       | 1914                               |
| 1       | Dario Resta        | 1915                               |
| 1       | Howdy Wilcox       | 1916                               |
| 1       | Johnny Aitken      | 1916                               |
| 1       | Chuck Daigh        | 1958                               |
| 1       | Bruce McLaren      | 1959                               |
| 1       | Stirling Moss      | 1960                               |
| 1       | Innes Ireland      | 1961                               |
| 1       | Jochen Rindt       | 1969                               |
| 1       | Emerson Fittipaldi | 1970                               |
| 1       | François Cevert    | 1971                               |
| 1       | Ronnie Peterson    | 1973                               |
| 1       | Niki Lauda         | 1975                               |
| 1       | Gilles Villeneuve  | 1979                               |
| 1       | Alan Jones         | 1980                               |
| 1       | Alain Prost        | 1989                               |
| 1       | Mika Hakkinen      | 2001                               |
| 1       | Rubens Barrichello | 2002                               |
| 1       | Sebastian Vettel   | 2013                               |
| 1       | Kimi Raikkonen     | 2018                               |
| 1       | Valtteri Bottas    | 2019                               |
| 1       | Charles Leclerc    | 2024                               |
| Fontes: |                    |                                    |

### Vitórias por equipe
| Total   | Equipe          | Vitórias                                                        |
| ------- | --------------- | --------------------------------------------------------------- |
| 11      | Ferrari         | 1975, 1978, 1979, 2000, 2002, 2003, 2004, 2005, 2006, 2018 2024 |
| 8       | Team Lotus      | 1960, 1961, 1962, 1966, 1967, 1969, 1970, 1973                  |
| 8       | McLaren         | 1976, 1977, 1989, 1990, 1991, 2001, 2007, 2012                  |
| 6       | Mercedes        | 1910, 2014, 2015, 2016, 2017, 2019                              |
| 4       | Red Bull Racing | 2013, 2021,2022, 2023                                           |
| 3       | Fiat            | 1908, 1911, 1912                                                |
| 3       | BRM             | 1963, 1964, 1965                                                |
| 2       | Peugeot         | 1915, 1916                                                      |
| 2       | Tyrrell         | 1971, 1972                                                      |
| 1       | Mercer          | 1914                                                            |
| 1       | Scarab          | 1958                                                            |
| 1       | Cooper          | 1959                                                            |
| 1       | Matra           | 1968                                                            |
| 1       | Brabham         | 1974                                                            |
| 1       | Williams        | 1980                                                            |
| Fontes: |                 |                                                                 |

### Vitórias por país
| Total   | País           | Vitórias                                                                                                   |
| ------- | -------------- | --- |
| 18      | Reino Unido    | 1960, 1961, 1962, 1963, 1964, 1965, 1966, 1967, 1968, 1972, 1976, 1977, 2007, 2012, 2014, 2015, 2016, 2017 |
| 6       | Estados Unidos | 1910, 1911, 1912, 1914, 1916, 1958                                                                         |
| 6       | Alemanha       | 2000, 2003, 2004, 2005, 2006, 2013                                                                         |
| 4       | Brasil         | 1970, 1990, 1991, 2002                                                                                     |
| 3       | França         | 1908, 1971, 1989                                                                                           |
| 3       | Finlândia      | 2001, 2018, 2019                                                                                           |
| 3       | Países Baixos  | 2021, 2022, 2023                                                                                           |
| 2       | Áustria        | 1969, 1975                                                                                                 |
| 2       | Argentina      | 1974, 1978                                                                                                 |
| 1       | Itália         | 1915 |
| 1       | Nova Zelândia  | 1959 |
| 1       | Suécia         | 1973 |
| 1       | Canadá         | 1979 |
| 1       | Austrália      | 1980 |
| 1       | Mónaco         | 2024 |
| Fontes: |                | |

### Recordes de pista
|                       |                     |                   |          |          |      |
| Sebring               | País/Piloto         | Construtor        | Tempo    | Extensão | Ano  |
| Pole position         | Stirling Moss       | Cooper-Climax     | 3:00     | 8.369 km | 1959 |
| Melhor volta na prova | Maurice Trintignant | Cooper-Climax     | 3:05     | 8.369 km | 1959 |
|                       |                     |                   |          |          |      |
| Riverside             | País/Piloto         | Construtor        | Tempo    | Extensão | Ano  |
| Pole position         | Stirling Moss       | Team Lotus-Climax | 1:54.4   | 5.271 km | 1960 |
| Melhor volta na prova | Juan Manuel Fangio  | Alfa Romeo        | 1:56.3   | 5.271 km | 1960 |
|                       |                     |                   |          |          |      |
| Watkins Glen          | País/Piloto         | Construtor        | Tempo    | Extensão | Ano  |
| Pole position         | Bruno Giacomelli    | Alfa Romeo        | 1:33.291 | 5.435 km | 1980 |
| Melhor volta na prova | Alan Jones          | Williams-Ford     | 1:34.068 | 5.435 km | 1980 |
|                       |                     |                   |          |          |      |
| Phoenix               | País/Piloto         | Construtor        | Tempo    | Extensão | Ano  |
| Pole position         | Ayrton Senna        | McLaren-Honda     | 1:21.434 | 3.721 km | 1991 |
| Melhor volta na prova | Jean Alesi          | Ferrari           | 1:26.758 | 3.721 km | 1991 |
|                       |                     |                   |          |          |      |
| Indianápolis          | País/Piloto         | Construtor        | Tempo    | Extensão | Ano  |
| Pole position         | Rubens Barrichello  | Ferrari           | 1:10.223 | 4.192 km | 2004 |
| Melhor volta na prova | Michael Schumacher  | Ferrari           | 1:10.339 | 4.192 km | 2004 |
|                       |                     |                   |          |          |      |
| Austin                | País/Piloto         | Construtor        | Tempo    | Extensão | Ano  |
| Pole position         | Valtteri Bottas     | Mercedes          | 1:32.029 | 5.513 km | 2019 |
| Melhor volta na prova | Charles Leclerc     | Ferrari           | 1:36.069 | 5.513 km | 2019 |
| Fontes:               |                     |                   |          |          |      |